# سلیمان التاجی الفاروقی
سلیمان التّاجی الفاروقی (۱۸۸۲ – ۱۹۵۸) سیاستمدار، روزنامه‌نگار، وکیل و شاعر عثمانی فلسطینی بود.او در سال ۱۹۱۳ در تشکیل اولین حزب سیاسی با هدف از بین بردن/مبارزه با صهیونیسم به نام «حزب ملی عثمانی» شرکت کرد. در ۱۹۳۳ روزنامهٔ «الجامعة الإسلامیة» را پایه نهاد که پنج سال نشر می‌شد. الفاروقی که سیاستمداری برجسته در دورهٔ قیمومیت بریتانیا بر فلسطین شمرده می‌شود، در نه سالگی بینایی خود را از دست داد، بنابراین به او لقب «مَعَرّی فلسطین»  دادند، در مقایسه‌ای با ابوالعلاء المعری در نابینایی و نبوغ ادبی. الفاروقی با سخنرانی‌ها، اشعار فی البداهه، مخالفتش با رهبری محمد امین الحسینی و صهیونیسم در طول زندگی سیاسی خود متمایز گشت.

## زندگی و پیشه
او در سال ۱۸۸۲ در رمله، سنجق غزه، متصرفیه قدس، امپراتوری عثمانی، به دنیا آمد. پدرش عبدالمجید نام داشت و از خانواده‌ای عرب کهن‌اند که نسبشان به خلیفه عمر بن الخطاب ملقب به فاروق می‌رسد. دروس اولیه خود را نزد یوسف الخیری آموخت. در سن نه سالگی بینایی خود را از دست داد. به حفظ قرآن و فراگیری علوم زبان عربی پرداخت. علم نحو را نزد شیخ البسیومی خواند و طی یک سال در سن ده سالگی قرآن را حفظ کرد. سپس پدرش او را به الازهر فرستاد و در آنجا، توجه محمد عبده را جلب کرد. او نه سال را در الازهر گذراند و در این مدت فقه، زبان و تاریخ مطالعه کرد. عبده او را مأمور کرد تا در الازهر دروسی را از جانب او شرح دهد. با سخنرانی‌های فی البداهه برجسته شد و حتی در بسیاری از موارد اشعار بداهه می‌سرود. پس از دانش‌آموختگی از الازهر، او به فلسطین بازگشت و سپس به استانبول رفت. در رشتهٔ حقوق تحصیل کرد و در سال ۱۹۰۹ مدرک خود را گرفت. به زبان‌های ترکی، فرانسه و انگلیسی تسلط یافت و در مسجد معروف ایاصوفیه به تفسیر قرآن نیز پرداخت.
سلیمان التاجی فاروقی قبل از جنگ جهانی اول در سال ۱۹۱۳ در تأسیس اولین حزب سیاسی با هدف مقاومت در برابر صهیونیسم شرکت داشت که «حزب ملی عثمانی» نام داشت. از جمله اهداف آن حزب، مخالفت قانونی با جنبش صهیونیستی و مبارزه با آن با آنچه «سلاح حق» می‌نامید و یادآوری وظایف دولت برای جلوگیری از مهاجرت و فروش زمین به آنان بود. او شروع به انتشار مقالاتی در روزنامهٔ بیروتی «المفید» کرد که در آن نسبت به آنچه «خطر سقوط فلسطین تحت نفوذ صهیونیستی» می‌دانست، هشدار می‌داد. او در ۲۶ نوامبر ۱۹۱۳ شعری را در روزنامهٔ «فلسطین» با عنوان «خطر صهیونیستی» منتشر کرد و در آن به حاکمان تُرک، وظیفهٔ حفاظت از فلسطین را یادآور شد.
در طول جنگ جهانی اول و پس از بازگشت به فلسطین، جمال پاشا او را به همراه برادرش شکری به شهر قونیه در آناتولی تبعید کرد؛ به دلیل مخالفت وی با تصرف محصولات کشاورزی برای تأمین ارتش عثمانی.
سپس فاروقی به مصر بازگشت و به مؤسسهٔ حقوق فرانسوی پیوست. در سال ۱۹۱۹ دکترای حقوق را از آن گرفت. به میهنش بازگشت و به عنوان وکیل مشغول به کار شد. در پایان سال ۱۹۲۰ مقاله‌ای منتشر کرد و خواستار برگزاری «کنفرانس ملی فلسطین» شد. یکی از شرکت‌کنندگان در «سومین کنفرانس عرب فلسطین» بود که در شهر حیفا بین ۱۳ دسامبر تا ۱۳ دسامبر برگزار شد، به نمایندگی از شهرهای لُد و رمله. او به عنوان یکی از اعضای کمیتهٔ اجرایی عربی که از آن کنفرانس بیرون آمد، انتخاب شد. او همچنین در پنجمین کنفرانس عربی فلسطین که بین ۲۰ اوت تا ۱ سپتامبر ۱۹۲۲ در نابلس برگزار شد، شرکت کرد.
الفاروقی یکی از رهبران جنبش مخالفِ رهبری محمد امین الحسینی بود، به همین منظور او در جلسهٔ تأسیس حزب ملی عربی در ۸ نوامبر ۱۹۲۳ در قدس، شرکت کرد و به ریاست این حزب انتخاب شد. اگرچه این حزبِ اپوزیسیون همان مبانی کلی اتخاذ کرده بود که جنبش ملی‌گرایانه‌ای که به ریاست امین الحسینی بر آن پایه‌گذاری شده بود؛ با این حال، عمر زیادی نداشت. زمانی که وزیر مستعمرات بریتانیا، لئو آمری در آوریل ۱۹۲۵ از قدس بازدید کرد، الفاروقی به عنوان نمایندهٔ جنبش مخالف برای هیئت فلسطینی سخنرانی نمود. در ژوئیه ۱۹۲۶، الفاروقی ابتکار عمل برای دعوت از رهبران فلسطین را برای برگزاری هفتمین کنفرانس عربی فلسطینی به دست گرفت و متعاقباً یک کمیتهٔ مقدماتی متشکل از ۴۰ عضو تشکیل شد. خود او نیز شرکت کرد. الفاروقی در ۱۱ دسامبر ۱۹۳۱ در کنفرانس امت اسلامی فلسطین که در هتل کینگ دیوید در قدس برگزار شد، شرکت کرد. هدف اصلی از تشکیل آن مقابله با کنفرانس عمومی اسلامی به فراخوانی امین الحسینی بود.
در ۱۸ مه ۱۹۳۳ در یافا روزنامه‌ای به نام «الجامعة الإسلامیة» منتشر کرد که در آن به مباحث سیاسی، علمی و ادبی پرداخته و دربارهٔ صهیونیسم در فلسطین گزارش می‌داد. او آن را «فلسطینی‌الاصل»، «اسلامی‌مذهب» و «شرقی‌گرا» تعریف کرد. این روزنامه از تلاش‌های عزالدین القسام و اهداف وی حمایت می‌کرد و پس از مرگ وی منبع اصلی انتشار میراث، تجربه و مسیر زندگی او شد. الفاروقی روزنامهٔ خود را که هر روز در ۸ صفحه منتشر می‌شد، به دو موضوع عمده اختصاص داد؛ اولین آن «دعوت به مقاومت در برابر مهاجرت‌های صهیونیست‌ها به فلسطین و مقاومت در برابر قیمومیت بریتانیا به عنوان حامی این مهاجرت‌ها»؛ دوم، دعوت به ایدهٔ «اتحادیهٔ اسلامی» که همهٔ کشورهای اسلامی را در یک نهاد هماهنگ‌کننده گردآورد که آن را درگاهی برای حل مسائل امت اسلامی، به ویژه مسئلهٔ فلسطین می‌دانست. این روزنامه صرفاً سیاسی نبود، بلکه به موضوعات ادبی، فرهنگی، خبری و بستری برای روزنامه‌نگاری اعتقادی تبدیل شده بود.«الجامعة الإسلامیة» چندین بار به دست مقامات بریتانیا تعطیل شد و سرانجام در ۲۴ ژوئن ۱۹۳۸ تصمیم به لغو مجوز آن گرفتند. او پس از جنگ جهانی دوم (مخصوصاً در سال ۱۹۴۹) دوباره سعی کرد روزنامه را دوباره منتشر کند، اما به زودی بسته شد.
سلیمان التاجی فاروقی پس از نکبت ۱۹۴۸، فلسطین را به مقصد شرق اردن ترک کرد. او در کنفرانس فلسطین که در ۱ اکتبر ۱۹۴۸ در امان برگزار شد، شرکت کرد که خواستار اتحاد اردن-فلسطین و ارتش‌های عربی برای ادامه جنگ و تهیه سلاح برای فلسطینی‌ها شد و به ملک عبدالله اختیار کامل داده شد تا از طرف عرب‌های فلسطین صحبت کند. در ۱ دسامبر ۱۹۴۸ او همچنین در کنفرانس اریحا شرکت کرد که در آن فلسطینیانِ گردآمده، وفاداری خود را به ملک عبدالله اعلام کردند و آنچه از فلسطین باقی‌مانده بود را به شرق اردن ضمیمه نمودند. التاجی فاروقی علیرغم کناره‌گیری از کنفرانس به دلیل اینکه رهبری آن به محمد علی الجعبری واگذار شده بود، از طرفداران بیعت و الحاق بود.پس از الحاق کرانه باختری به شرق اردن، الفاروقی در اول سپتامبر ۱۹۵۱ به عضویت سنای اردن منصوب شد، اما مدت زیادی در این مجلس باقی نماند.
وی در سال ۱۹۵۸ در اریحا درگذشت و در قبرستان باب الرحمه در بیت‌المقدس به خاک سپرده شد.

## زندگی شخصی
پسرش حارث و برادرش شکری نام داشتند.  او دو بار مورد سوءقصد برای ترور قرار گرفت. برای اولین بار در سال ۱۹۳۳ و در اوج محبوبیتش که دچار خراشیدگی شد؛ در مورد دوم که از آن خبر داشت و قبل از وقوع احتیاط کرد.